# Polypedilum titicacae
Polypedilum titicacae är en tvåvingeart som beskrevs av Roback och Coffman 1983. Polypedilum titicacae ingår i släktet Polypedilum och familjen fjädermyggor. Inga underarter finns listade i Catalogue of Life.